# Héroes del Cinco de Mayo
Héroes del Cinco de Mayo är en ort i Mexiko.   Den ligger i kommunen Zacapoaxtla och delstaten Puebla, i den sydöstra delen av landet, 170 km öster om huvudstaden Mexico City. Héroes del Cinco de Mayo ligger 2 066 meter över havet och antalet invånare är 660.
Terrängen runt Héroes del Cinco de Mayo är lite bergig. Runt Héroes del Cinco de Mayo är det ganska tätbefolkat, med 129 invånare per kvadratkilometer. Närmaste större samhälle är Zacapoaxtla, 5,7 km norr om Héroes del Cinco de Mayo. I omgivningarna runt Héroes del Cinco de Mayo växer huvudsakligen savannskog.